# Bridgestone Arena

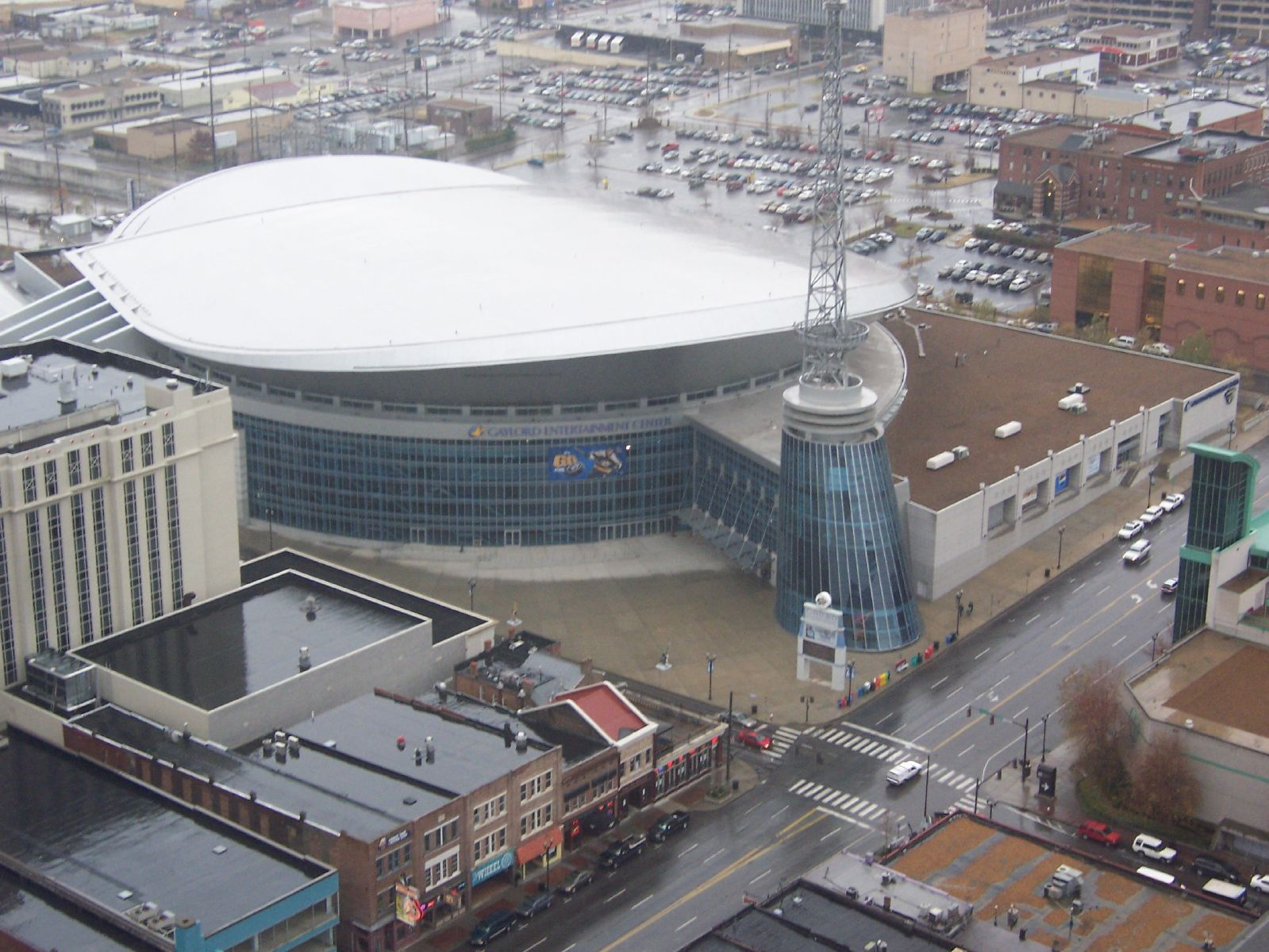
Bridgestone Arena

Bridgestone Arena (ursprungligen Nashville Arena, och tidigare Gaylord Entertainment Centrum och Sommet Center)  är en all-round arena i Nashville, Tennessee och är Nashville Predators hemmaarena. Den tar 17 113 åskådare och öppnades 18 december 1996.

## Ägande
Utformad av HOK Sport i samarbete med den Nashville-baserade arkitektur-/ingenjörsfirman Hart Freeland Roberts, INC., byggdes den i en vinkel i hörnet av Broadway och 5th Avenue i Nashville som en fysisk hyllning till det historiska Ryman Auditorium, den ursprungliga platsen för Grand Ole Opry.
Bridgestone Arena ägs av Sports Authority i Nashville och Davidson County och drivs av Powers Management Company, ett dotterbolag till Nashville Predators National Hockey League-laget, som har varit dess primära hyresgäst sedan 1998.

## Historik
.

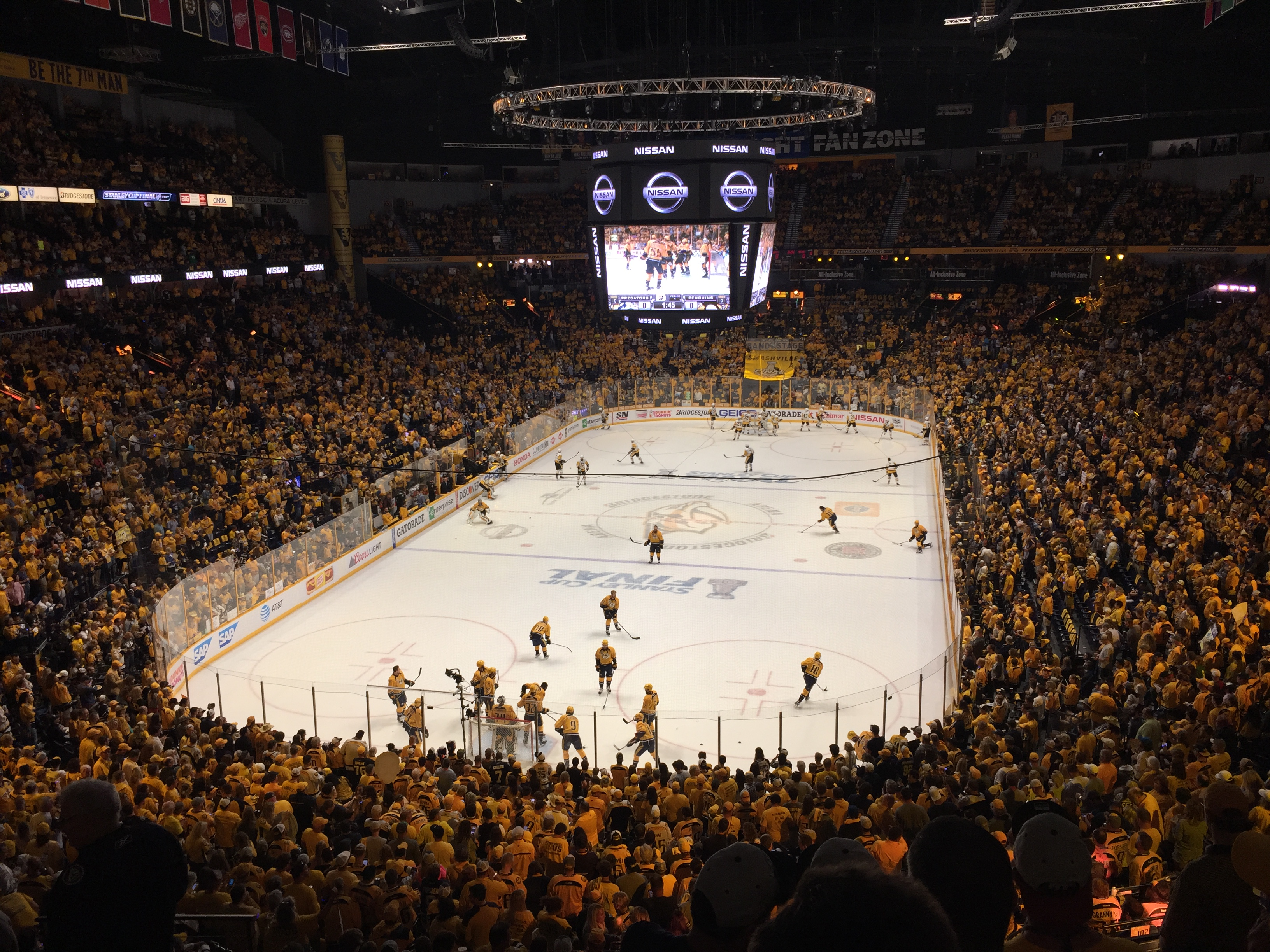
Bridgestone Arena, match 6 i Stanley Cup-finalen 2017

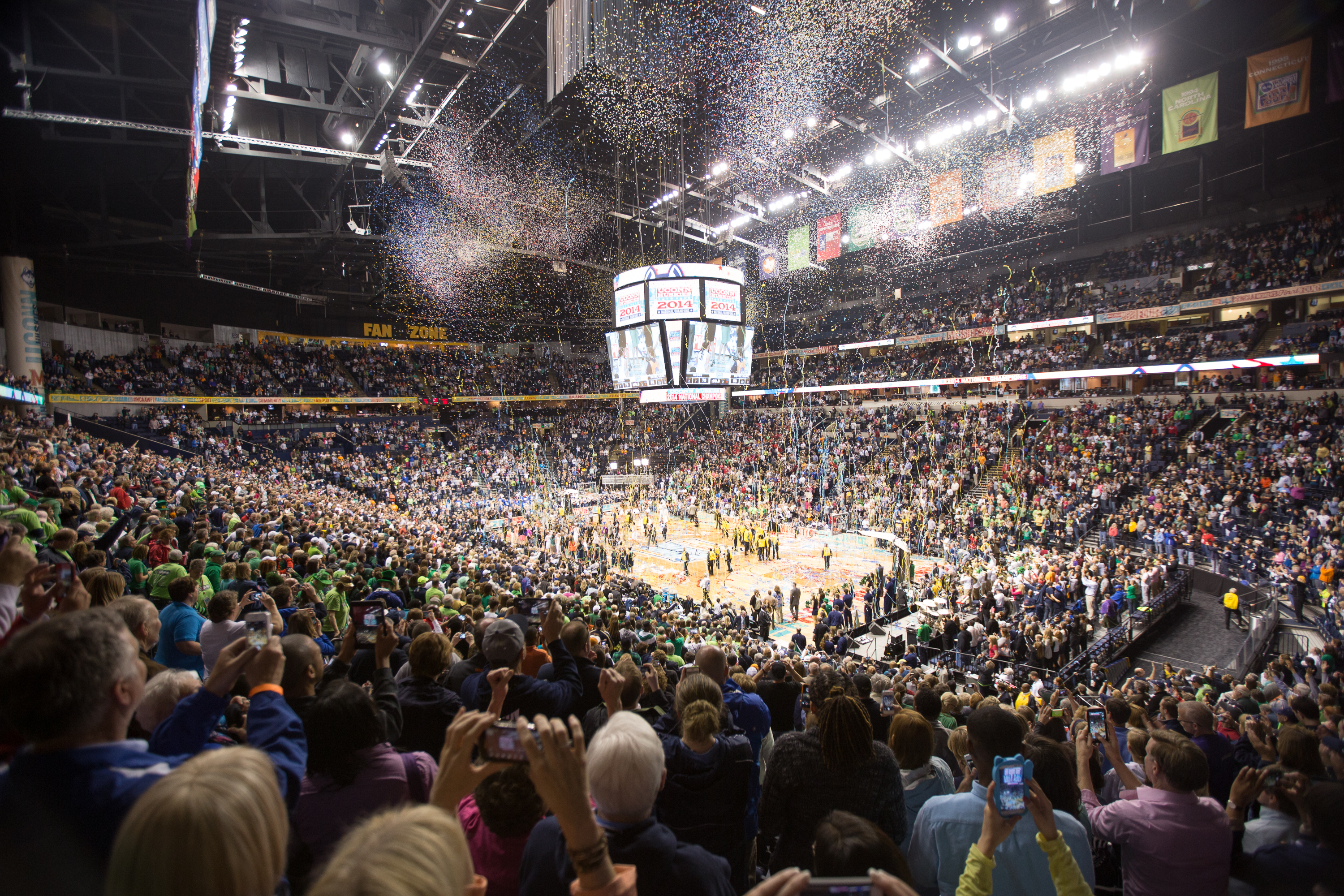
2014 NCAA Women's Final Four (vinnare Connecticut Huskies)

Predators var värd för NHL-draften här 2003. Arenan var också platsen för NHL All-Star-match 2016.
År 1997 var arenan platsen för USA:s konståkningsmästerskap, och 2004 var det värd för USA:s nationella mästerskap i gymnastik. Den var hemarena för Nashville Kats-laget i Arena Football League från 1997 till 2001, och var värd för lagets återupplivning från 2005 till 2007, när Kats vek sig.
Arenan har varit värd för collegebasketevenemang, både herr- (2001, 2006, 2010) och damturneringar i Sydöstra konferensen och Ohio Valley conferens. Nashville fungerar som en primär mötesplats för SEC herrarnas basketturnering nio gånger mellan 2015 och 2025 (2015–2017, 2019–2021 och 2023–2025) efter att SEC undertecknat ett långsiktigt avtal med Nashville Sports Council 2013. Den var värd för 2014 NCAA Women's Final Four, 2018 SEC dambasketturnering och är värd igen 2022 och 2026.
Under udda år var arenan regelbundet en av åtta platser där den första och andra omgången av herrarnas NCAA basketturnering och var värd under de första tio åren av dess existens, även om den togs ur rotationen i flera år, delvis på grund av till den föråldrade åttakantiga resultattavlan i mitten av 1990-talet som hängde ovanför arenan. Den ersattes sommaren 2007 av en ny resultattavla för 5 miljoner USD och ett digitalt kontrollrum. NCAA-turneringen återvände till Nashville 2012.
Sedan 2002 har arenan varit värd för ett Professional Bull Riders Built Ford Tough Series-evenemang varje år (förutom 2005 och 2006) fram till 2010. Evenemanget flyttade till arenan 2002 efter att tidigare ha genomförts i Municipal Auditorium från 1994 till 2001. Under platsens första år som värd för detta evenemang, var Built Ford Tough Series känd som Bud Light Cup.
Lokalen har också varit värd för många konserter och religiösa sammankomster. Från och med 2006 har Country Music Association Awards Utmärkelser hållits i arenan, efter att prisutdelningen flyttats från Grand Ole Opry House med ett ettårsstopp i New York City på Madison Square Garden 2005.
På grund av NHL-lockouten 2012–13 var Predators inte värd för några matcher den säsongen förrän den 19 januari 2013. Istället var arenan värd för en Southern Professional Hockey League-försäsongsmatch mellan den enda andra Tennessee pro hockey-laget, Knoxville Ice Bears, och deras gränsöverskridande rivaler Huntsville Havoc den 20 oktober.

### Speciella händelser
Förutom att vara värd för Nashville Predators har, på grund av dess läge nära Musik Row och Nashvilles roll som centrum för countrymusik, Bridgestone Arena visat upp många andra kända artister och evenemang:
- CMA-utmärkelser (årligen 2006–nuvarande, förutom 2020 som hölls i det närliggande Music City Center eftersom det följer begränsningarna på grund av covid-19-pandemin) och som exempel
- CMT Music Awards (årligen 2000–2005; 2009–2016; 2018–2019)
- 2003 NHL Entry Draft juni 21, 2003
- North American Youth Congress 5-7 augusti 2009
- 61st National Hockey League All-Star Game 31 january 2016[4]
- 2017 Stanley Cup Finals 3, 4 och 6 juni 2017.

## Byggnad
Sommaren 2007 gjordes ett antal renoveringar av det som då kallades Sommet Center till en kostnad av flera miljoner dollar. Renoveringarna omfattade förändringar av koncessionsmontrar och offentliga ytor, såväl som stora förändringar av infrastrukturen. Den mest uppenbara förändringen var ersättningen i augusti 2007 av den ursprungliga mitthängande resultattavlan (till en kostnad av 3,6 miljoner USD) med en ny resultattavla gjord av ANC Sport. Den ursprungliga analoga resultattavlan hade blivit föråldrad och servades inte längre av den ursprungliga tillverkaren, vilket gjorde reservdelar svåra att få tag på. Den nya resultattavlan kallas "megatronen" av arenan och Predators personal. Dessutom renoverades kontrollrummet för TV och media till en kostnad av 2,6 miljoner dollar.
Under sommaren 2011 konstruerades och installerades ett nytt NHL-godkänt is- och rinksystem i arenan. Dessutom gjordes den södra sidan av den övre hallen om till en "fanzon". Muren som skiljer arenan och den delen av den övre hallen togs bort.
Sommaren 2015 började Predators byta ut arenans alla sittplatser, ett projekt som slutfördes sommaren 2016.
Sommaren 2019 ersattes resultattavlan ovanför isens mittcirkel med en ny modell känd som "FangVision" som är 3,7 m hög och 10 m bred, tillsammans med utbyte av urinaler på herrtoaletterna med vattenfria versioner.